# Eresoidea
Eresoidea é uma superfamília de aranhas araneomorfas com oito olhos, que inclui três famílias.

## Taxonomia
A superfamília Eresoidea inclui as seguintes famílias:
- Eresidae
- Hersiliidae
- Oecobiidae